# Place Franz-Liszt
La place Franz-Liszt est une voie publique située dans le 10e arrondissement de Paris.

## Situation et accès
La place Franz-Liszt est une voie publique située dans le 10e arrondissement de Paris. Elle est située au carrefour des rues La Fayette, d'Abbeville, d'Hauteville, des Petits-Hôtels et Bossuet.
Elle forme le parvis de l'église Saint-Vincent-de-Paul.
Ce site est desservi par les stations de métro Poissonnière et Gare du Nord.

## Origine du nom
Le nom de la place fait référence à Franz Liszt (1811-1886), compositeur, transcripteur et pianiste virtuose hongrois.

## Historique

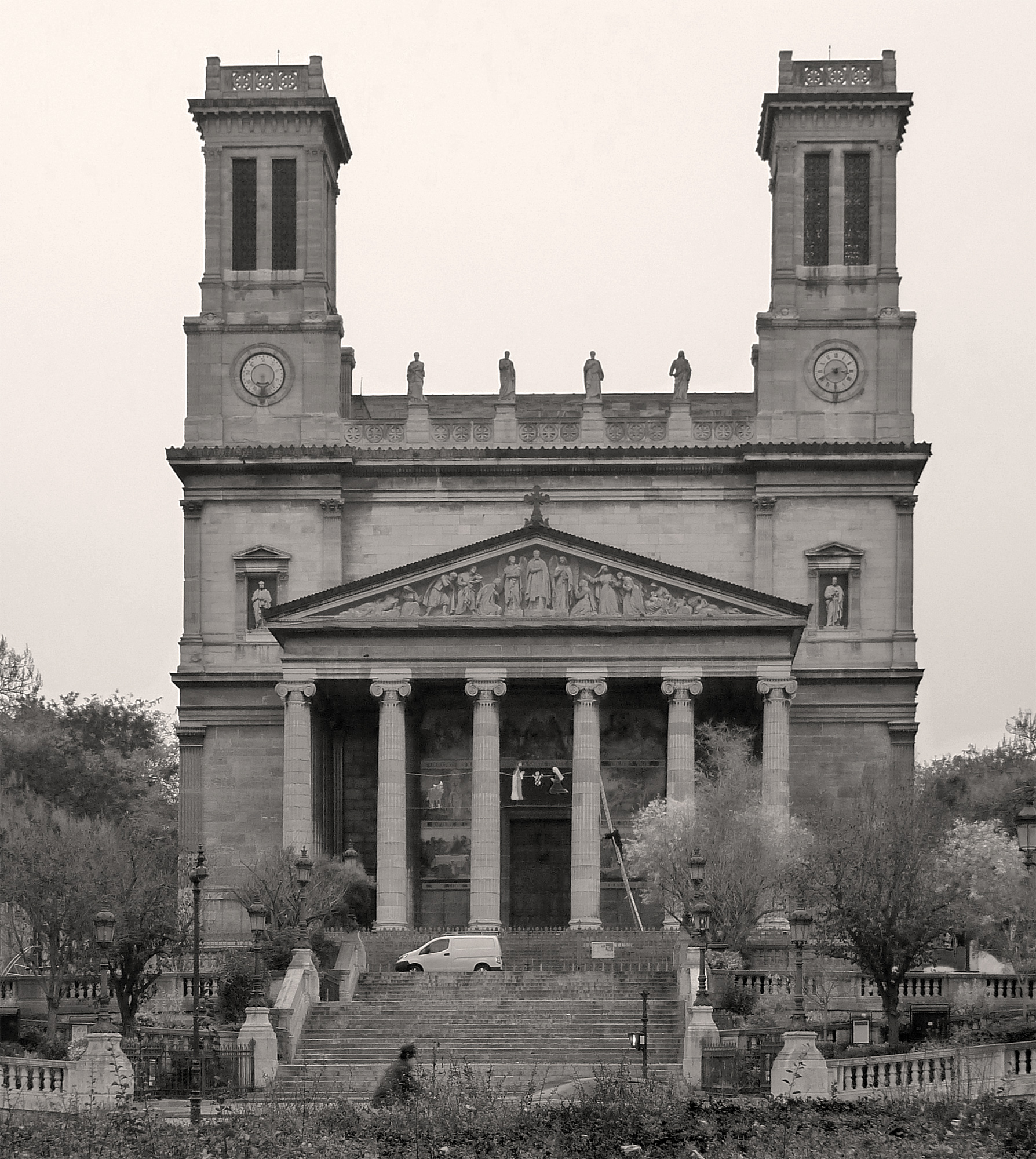
Église Saint-Vincent-de-Paul construite par Jacques Hittorff.

La place a été ouverte en 1822 sur les terrains de l'enclos Saint-Lazare. La nouvelle place reçut en 1825 le nom de « place Charles X » en l'honneur Charles X, qui était alors roi de France. Le monarque donnait également son nom à la grande rue projetée pour traverser le nouveau quartier du sud-ouest au nord-est. Après les Trois Glorieuses, en 1830, les deux odonymes sont remplacés par ceux de « rue La Fayette » et « place La Fayette », du nom du marquis de La Fayette, héros de la guerre d'indépendance des États-Unis, encore vivant lorsque la décision est prise.
En 1842, un nouveau revirement attribue à la place le nom de « place Bossuet », pendant quelques années, pour rendre hommage à Bossuet, évêque de Meaux. Rapidement, le parvis de l'église Saint-Vincent-de-Paul retrouve le nom de « place La Fayette ».
Elle est dominée par l'église Saint-Vincent-de-Paul, construite par Jean-Baptiste Lepère et Jacques Hittorff entre 1824 et 1844.
La place est un ensemble réalisé par l'architecte Achille Leclère sous la Restauration. Face à l'église Saint-Vincent-de-Paul, on peut observer des immeubles classiques qui se suivent, du no 1 au no 7 inclus, seul le no 6, manufacture de pianos datant de 1850 devenue Caisse d'Épargne et remaniée, rompt cette unité par sa protubérance et son décor.
Le 11 octobre 1914, durant la Première Guerre mondiale, le « carrefour La Fayette » est bombardé par un raid effectué par des avions allemands.
Appelée « place La Fayette » ou « carrefour La Fayette », elle fut finalement baptisée « place Franz-Liszt » en 1962.
Cette place a été « croquée » par le célèbre auteur de bandes dessinées, Jacques Tardi.
Bolek, « résistant urbain » et « camelot de la culture » y occupe à présent un kiosque, une « minuscule tour verte » où il vend des livres.

## Bâtiments remarquables et lieux de mémoire
- Nos 24, 26, 28 : Alexandre-François Debain y créé une fabrique d'harmonium[5]
- No ? : au milieu du XIXe siècle, le chirurgien, professeur de médecine et académicien Gustave Monod (1803-1890) et son épouse Jane établissent ici leur domicile familial définitif, après avoir habité au faubourg Saint-Martin et rue Bleue[6].